# Cratere South (Marte)
South è un cratere sulla superficie di Marte.
Il cratere è dedicato all'astronomo britannico James South.